# Junior Eurovision Song Contest 2014
La dodicesima edizione del Junior Eurovision Song Contest si è svolta il 15 novembre 2014 presso il Malta Shipbulding di Marsa, nell'isola di Malta.
Il concorso si è articolato in un'unica finale condotta da Moira Delia, ed è stato trasmesso in 23 paesi (inclusa l'Australia, la Nuova Zelanda e gli Stati Uniti). La durata totale del concorso è stata di 2 ore.
In questa edizione hanno debuttato l'Italia, il Montenegro e la Slovenia. La Bulgaria, Cipro, la Croazia e la Serbia hanno confermato il loro ritorno, mentre l'Azerbaigian, la Macedonia e la Moldavia hanno annunciato il proprio ritiro.
Il vincitore è stato Vincenzo Cantiello per l'Italia con Tu primo grande amore.

## Organizzazione
L'emittente televisiva maltese PBS è stata incaricata dal comitato dell'Unione europea di radiodiffusione (UER) a ricevere l'onore di organizzare la manifestazione, diventando il terzo paese a vincere il concorso, ed automaticamente organizzare l'edizione successiva, dopo l'Armenia e l'Ucraina. Si tratta inoltre il primo evento legato all'Eurovisione ad essere organizzato nell'isola.

### Scelta della sede
Il 18 dicembre 2013 Vladislav Jakovlev, superiore esecutivo della manifestazione, ha annunciato che non ci sarebbe stata una città ospitante per il concorso, come da tradizione, ma che l'isola di Malta sarebbe stata invece pubblicizzata come un'isola ospitante.
Il 16 giugno 2014, l'UER e PBS confermarono che la sede sarebbe stato il Malta Shipbulding collocato nella città portuale di Marsa. L'arena, che in precedenza era un cantiere navale, comprende tre grandi capannoni; quello centrale è stato l'area principale con il palcoscenico principale, mentre i due capannoni laterali sono utilizzati come ingressi e uscite per il pubblico, servizi igienici e punti ristoro. In totale, l'arena comprende una capacità tra le 4 000 e 4 500 persone.

### Slogan e logo
Lo slogan di questa edizione è stato #Together, mentre il logo rappresenta una rivisitazione astratta della croce di Malta suddivisa in segmenti colorati che rappresentano alcuni dei principali aspetti per cui l'isola è nota: la sabbia, il mare, la pietra, l'erba, il cielo, l'alba e il tramonto.
Il 30 settembre 2014 viene annunciato che lo studio milanese Gio'Forma avrebbe disegnato la scenografia del palcoscenico principale, sulla base del logo del concorso.

### Presentatrice
La presentatrice incaricata di condurre l'evento è stata Moira Delia, una presentatrice televisiva nota per avere presentato diverse edizioni di Malta Eurovision Song Contest, processo di selezione dell'isola per l'Eurovision Song Contest.

### Modifiche nel format
Il 30 settembre 2014 l'UER e PBS hanno annunciato varie modifiche per la creazione della scaletta della serata. Il cambiamento concordato prevede che il paese ospitante avrebbe pescato la posizione esatta, seguito poi dai paesi che avrebbero dovuto aprire e chiudere lo spettacolo, selezionati in maniera casuale. I paesi rimanenti avrebbero quindi scelto sempre in maniera casuale se esibirsi nella prima o nella seconda metà della scaletta. Tale sorteggio si è svolto durante la cerimonia d'apertura presso il Palazzo Verdala a Rabat, il 9 novembre 2013. L'ordine di uscita esatto è stato stabilito dalla produzione del programma e approvato dal supervisore UER e dal Gruppo di Controllo.
Il successivo 30 ottobre l'UER ha annunciato l'introduzione di un nuovo sistema di voto online per l'edizione 2014 della concorso, per consentire ai paesi di tutto il mondo di votare per la loro proposta preferita. I voti non sono stati utilizzati nei risultati delle votazioni ufficiali, ma il paese che ha ricevuto il maggior numero di voti online sarebbe stato premiato con un premio dedicato durante la conferenza stampa dedicata al vincitore dopo lo spettacolo. Tuttavia, a causa del crash del sito web, il premio per il voto online non è stato assegnato.

## Stati partecipanti

Stati partecipanti
Stati che hanno partecipato in passato ma non nel 2014

Stati partecipanti
     Stati che hanno partecipato in passato ma non nel 2014
| Stato                 | Artista                        | Brano                    | Lingua                | Processo di selezione                                                    |
| --------------------- | ------------------------------ | ------------------------ | --------------------- | ------------------------------------------------------------------------ |
| Armenia               | Betty                          | People of the Sun        | Armeno, inglese       | Junior Eurosong 2014, 14 settembre 2014                                  |
| Bielorussia           | Nadzeja Misjakova              | Sokal (Falcon)           | Bielorusso            | Nacional'nyj otbor 2014, 29 agosto 2014                                  |
| Bulgaria              | Krisija, Hasan & Ibrahim       | Planet of Children       | Bulgaro               | Interno, 26 luglio 2014 per gli artisti; 9 ottobre 2014 per il brano     |
| Cipro                 | Sofia Patsalides               | Ī pio omorfī mera        | Greco, inglese        | Interno, 21 luglio 2014                                                  |
| Croazia               | Josie                          | Game Over                | Croato, inglese       | Interno, 2 ottobre 2014                                                  |
| Georgia               | Lizi Pop                       | Happy Day                | Georgiano, inglese    | Interno, 16 agosto 2014 per l'artista; 29 settembre 2014 per il brano    |
| Italia                | Vincenzo Cantiello             | Tu primo grande amore    | Italiano, inglese     | Interno, 4 settembre 2014 per l'artista; 3 ottobre 2014 per il brano     |
| Malta (organizzatore) | Federica Falzon                | Diamonds                 | Inglese               | Interno, 20 aprile 2014 per l'artista; 12 settembre 2014 per il brano    |
| Montenegro            | Maša Vujadinović & Lejla Vulić | Budi nijete na jedan dan | Montenegrino, inglese | Interno, 21 agosto 2014                                                  |
| Paesi Bassi           | Julia                          | Around                   | Olandese, inglese     | Junior Songfestival 2014, 27 settembre 2014                              |
| Russia                | Alisa Kožikina                 | Dreamer                  | Russo, inglese        | Interno, 22 settembre 2014 per l'artista; 29 settembre 2014 per il brano |
| San Marino            | The Peppermints                | Breaking My Heart        | Italiano, inglese     | Interno, 26 settembre 2014 per il gruppo; 29 settembre 2014 per il brano |
| Serbia                | Emilija Đonin                  | Svet u mojim očima       | Serbo                 | Interno, 1º ottobre 2014                                                 |
| Slovenia              | Ula Ložar                      | Nisi sam (Your Light)    | Sloveno, inglese      | Interno, 16 settembre 2014 per l'artista; 5 ottobre 2014 per il brano    |
| Svezia                | Julia Kedhammar                | Du är inte ensam         | Svedese, inglese      | Lilla Melodifestivalen 2014, 6 giugno 2014                               |
| Ucraina               | Sympho-Nick                    | Spring Will Come         | Ucraino, inglese      | Nacvidbir 2014, 9 agosto 2014                                            |

## L'evento
La manifestazione si è svolta il 15 novembre 2014 alle 19:00 CET; vi hanno gareggiato 16 paesi.
La serata è stata aperta da un'esibizione in flash mob sulle note della common song #Together, mentre nell'Interval Act si sono esibiti Gaia Cauchi, vincitrice dell'edizione precedente e un'esibibizione de La Voix Academy con Andy Shaw e Veronica Rotin.
| N° | Stato       | Artista                        | Brano                    | Punti | Posizione |
| -- | ----------- | ------------------------------ | ------------------------ | ----- | --------- |
| 01 | Bielorussia | Nadzeja Misjakova              | Sokal (Falcon)           | 71    | 7         |
| 02 | Bulgaria    | Krisija, Hasan & Ibrahim       | Planet of the Children   | 147   | 2         |
| 03 | San Marino  | The Peppermints                | Breaking My Heart        | 21    | 15        |
| 04 | Croazia     | Josie                          | Game Over                | 13    | 16        |
| 05 | Cipro       | Sofia Patsalides               | Ī pio omorfī mera        | 69    | 9         |
| 06 | Georgia     | Lizi Pop                       | Happy Day                | 54    | 11        |
| 07 | Svezia      | Julia Kedhammar                | Du är inte ensam         | 28    | 13        |
| 08 | Ucraina     | Sympho-Nick                    | Spring Will Come         | 74    | 6         |
| 09 | Slovenia    | Ula Ložar                      | Niši sam (Your Light)    | 29    | 12        |
| 10 | Montenegro  | Maša Vujadinović & Lejla Vulić | Budi dijete na jedan dan | 24    | 14        |
| 11 | Italia      | Vincenzo Cantiello             | Tu primo grande amore    | 159   | 1         |
| 12 | Armenia     | Betty                          | People of the Sun        | 146   | 3         |
| 13 | Russia      | Alisa Kožikina                 | Dreamer                  | 96    | 5         |
| 14 | Serbia      | Emilija Đonin                  | Svet u mojim očima       | 61    | 10        |
| 15 | Malta       | Federica Falzon                | Diamonds                 | 116   | 4         |
| 16 | Paesi Bassi | Julia                          | Around                   | 70    | 8         |

12 punti
| N. | A           | Da                                                     |
| -- | ----------- | ------------------------------------------------------ |
| 6  | Armenia     | Bielorussia, Bulgaria, Georgia, Malta, Russia, Ucraina |
| 4  | Bulgaria    | Cipro, Croazia, Paesi Bassi, Serbia                    |
| 4  | Italia      | Giuria dei ragazzi, Montenegro, San Marino, Slovenia   |
| 1  | Georgia     | Armenia                                                |
| 1  | Malta       | Italia                                                 |
| 1  | Paesi Bassi | Svezia                                                 |

## Giurie
In questa edizione vi sono state due giurie: una di adulti, che ha inciso per il 50% del risultato finale di ogni Stato, ed una di ragazzi, che ha assegnato punteggio come corpo unico. I nomi dei giurati sono:
- Armenia - Aram Sargsyan, Armina Darbinyan, Zaruhi Babayan, Alla Levonyan, Erik Karapetyan (adulti), Dalita Avanesyan (ragazzi)
- Bielorussia - Taccjana Jakušava, Alena Atraškevič, Juryj Veščuk, Henadz' Markevič, Vol'ha Ryžykava (adulti), Illja Volkaŭ (ragazzi)
- Bulgaria - Daniela Stankova, HajgaSHot Agasjan, SneZHana Polihronova, Rosalin Nakov, Doroteja Petrova (adulti), Daniela Ilieva (ragazzi)
- Cipro - Dora Kōnstantinou, Dīmītrīs Mouxtaroudīs, Aggelos Auyoustī, Antōnīs Tofias, Chara Prokopiou (adulti), Ellī Prokopiou (ragazzi)
- Croazia - Dusko Mandic, Iva Sulentic, Nensi Atanasov, Ivan Horvat, Jacques Houdek (adulti), Magdalena Kovac (ragazzi)
- Georgia - Ch’abuk’i Amiranashvili, Archil Nizhardze, Sopho Gelovani, Mariam Ebralidze, Lasha K’ap’anadze (adulti), Elene Arachashvili (ragazzi)
- Italia - Massimiliano Pani, Dario Salvatori, Davide Maggio, Barbara Mosconi e Mariolina Simone (adulti), Beatrice Coltella (ragazzi)
- Malta - Jolene Micallef, Paul Abela, Chrysander Agius, Amber Bondin, Corazon Mizzi (adulti), Maxine Pace (ragazzi)
- Montenegro: Boban Novović, Zoja Djurović, Nina Žižić, Srdjan Bulatović e Snezana Cosović (adulti), Lorena Jankovic (ragazzi)
- Paesi Bassi - Rachel Traets, Kirsten Schneider, Guido van Gend, Monique Smit, Tim Douwsma (adulti), Kim Regasa (ragazzi)
- Russia - Oksana Fedorova, Julija Naalova, Jurij Ėntin, Margarita Suchankina, Nikita Presnjakov (adulti), Sonja Lapčakova (ragazzi)
- San Marino - Fausto Giacomini, Lorena Chiarelli, Monica Moroni, Alessia Mangano, Andrea Gattei (adulti), Francesco Stefanelli (ragazzi)
- Serbia - Marija Marić Marković, Slobodan Marković, Dejan Cukić, Ivona Menzalin, Jelena Tomašević Bosiljčić; (adulti), Katarina Tosić (ragazzi)
- Slovenia - Irena Vrckovnik, Ursa Vlasic, Anze Langus Petrovic, Eva Cerne, Aleks Volasko (adulti), Zora Kortnik (ragazzi)
- Svezia - Samuel Andersson, Daniel Rehn, Marie Olofsson, Gustav Dahlander, Mirja Bokholm (adulti), Felix Laurent (ragazzi)
- Ucraina - Oleksandr Zlotnyk, Andrij Jakymenko, Kateryna Pryščepa, Alla Popova, Kateryna Komar (adulti), Andrij Bojko (ragazzi)

## Trasmissione dell'evento e commentatori

### Televisione e radio
| Paese         | Emittente                                                                 | Stazione                                                                  | Commentatori                     | Note                 |
| ------------- | ------------------------------------------------------------------------- | ------------------------------------------------------------------------- | -------------------------------- | -------------------- |
| Argentina     | Radio WU                                                                  | Radio WU                                                                  | Victor Barrera                   | [ 35 ]               |
| Armenia       | ARMTV                                                                     | Armenia 1                                                                 | Avet Barseghyan                  |                      |
| Australia     | SBS                                                                       | SBS2                                                                      | Georgia McCarthy Andre Nookadu   | [ 36 ] [ 37 ]        |
| Bielorussia   | BTRC                                                                      | Belarus-1 Belarus 24                                                      | Anatolij Lipetskij               |                      |
| Bulgaria      | BNT                                                                       | BNT 1 BNT HD                                                              | Georgi Kušvaliev Elena Rosberg   |                      |
| Bulgaria      | bTV                                                                       | bTV                                                                       | Sconosciuto                      |                      |
| Cipro         | CyBC                                                                      | CyBC 2 CyBC HD                                                            | Kyriakos Pastidīs                |                      |
| Croazia       | HRT                                                                       | HRT 2                                                                     | Ivan Planinić Aljoša Šerić       |                      |
| Georgia       | GPB                                                                       | 1TV                                                                       | Mero Chikashvili Temo Kvirkvelia |                      |
| Irlanda       | 92.5 Phoenix FM                                                           | 92.5 Phoenix FM                                                           | Ewan Spence                      |                      |
| Italia        | Rai                                                                       | Rai Gulp                                                                  | Antonella Clerici Simone Lijoi   | [ 38 ] [ 39 ] [ 40 ] |
| Malta         | PBS                                                                       | TVM                                                                       | Daniel Chircop                   |                      |
| Montenegro    | RTCG                                                                      | TV CG 2                                                                   | Dražen Bauković Tamara Ivanković | [ 41 ]               |
| Nuova Zelanda | World FM                                                                  | World FM                                                                  | Ewan Spence                      | [ 42 ]               |
| Paesi Bassi   | NPO                                                                       | NPO 3                                                                     | Jan Smit                         |                      |
| Regno Unito   | 103 The Eye K107 FM Oystermouth Radio Radio Six International Shore Radio | 103 The Eye K107 FM Oystermouth Radio Radio Six International Shore Radio | Ewan Spence                      |                      |
| Russia        | VGTRK                                                                     | Karusel                                                                   | Ol'ga Šelest Aleksandr Gurevič   |                      |
| San Marino    | SMRTV                                                                     | San Marino RTV Radio San Marino                                           | Lia Fiorio Gilberto Gattei       | [ 43 ]               |
| Serbia        | RTS                                                                       | RTS 2                                                                     | Silvana Grujić                   |                      |
| Singapore     | 247 Music Radio                                                           | 247 Music Radio                                                           | Ewan Spence                      | [ 42 ]               |
| Slovenia      | RTV SLO                                                                   | TV SLO 2                                                                  | Bernarda Žarn                    |                      |
| Stati Uniti   | KCGW WXDR                                                                 | KCGW WXDR                                                                 | Ewan Spence                      | [ 42 ]               |
| Svezia        | SVT                                                                       | SVT Barnkanalen                                                           | Edward af Sillén Ylva Hällen     |                      |
| Ucraina       | NTU                                                                       | Peršyj Natsional'nyj                                                      | Timur Mirošnyčenko               |                      |

### Streaming
| Paese | Piattaforma |
| ----- | ----------- |
| Mondo | YouTube     |

## Portavoce
- Giuria dei ragazzi: Gaia Cauchi (Vincitrice del Junior Eurovision Song Contest 2013)
- Bielorussia: Katsjaryna Taperkina
- Bulgaria: Ina Angelova
- San Marino: Clara
- Croazia: Sarah
- Cipro: Parīs Nikolaou
- Georgia: Mariam Khunjgurua
- Svezia: Elias Elffors Elfström (Rappresentante dello stato al Junior Eurovision Song Contest 2013)
- Ucraina: Sofija Tarasova (Rappresentante dello stato al Junior Eurovision Song Contest 2013)
- Slovenia: Gal Fajon
- Montenegro: Aleksandra
- Italia: Geordie Schembri
- Armenia: Monica Avanesyan (Rappresentante dello stato al Junior Eurovision Song Contest 2013)
- Russia: Marija Kareeva
- Serbia: Tamara Vasović
- Malta: Julian Pulis
- Paesi Bassi:  Mylène & Rosanne (Rappresentanti dello stato al Junior Eurovision Song Contest 2013)

## Stati non partecipanti
- Austria: il 17 luglio 2014 ORF ha confermato che non avrebbe debuttato in questa edizione.[44]
- Azerbaigian: nonostante un'iniziale conferma, il 30 settembre 2014 l'UER ha confermato ufficialmente il ritiro del paese dalla competizione.[45]
- Belgio: il 20 dicembre 2013 Ketnet, canale dedicato ai ragazzi del gruppo VRT, ha affermato di non essere più interessato a partecipare alla manifestazione.[46]
- Germania: il 24 maggio 2014 NRD ha confermato che non avrebbe debuttato al concorso,[47] inviando però una propria delegazione per supervisionare l'evento.[48]
- Danimarca: il 20 dicembre 2013 DR ha dichiarato che non erano previsti piani per un ritorno nella competizione;[49]; lo stesso è stato affermato, il successivo 21 maggio 2014, anche da TV2.[50]
- Finlandia: il 26 maggio 2014 il canale Yle Fem ha confermato che non avrebbe debuttato in questa edizione;[51], mentre il successivo 10 luglio è stata YLE a ribadire la non partecipazione a quest'edizione.[52]
- Grecia: il 7 luglio 2014 NERIT ha confermato che non avrebbe preso parte all'evento.[53]
- Irlanda: il 12 dicembre 2013 RTÉ ha confermato la mancanza d'interesse nel partecipare all'evento.[54] il successivo 16 dicembre il canale in lingua irlandese TG4 ha annunciato il suo interesse nel prendere parte all'evento, annunciando di richiedere un finanziamento all'Autorità di radiodiffusione irlandese (BAI); tuttavia, nel maggio 2014, la BAI ha negato il finanziamento per la partecipazione a quest'edizione, ponendo la rete nelle condizioni di far debuttare il paese nell'edizione successiva.[55]
- Islanda: il 1º luglio 2014 RÚV ha dichiarato che non avrebbe debuttato in questa edizione.[56]
- Lettonia: il 17 luglio 2014 LTV ha confermato che non avrebbe preso parte all'evento.[44]
- Lituania: il 18 giugno 2014 LRT ha confermato che non avrebbe preso parte all'evento.[57]
- Macedonia: il 4 settembre 2014 MRT ha annunciato che non parteciperà a questa edizione, ritirandosi dalla competizione.[58]
- Norvegia: il 18 dicembre 2013 NRK ha confermato che non avrebbe preso parte all'evento.[59]
- Polonia: il 5 agosto TVP ha confermato che non avrebbe preso parte all'evento.[60]
- Portogallo: nonostante un'iniziale conferma, il 4 settembre 2014 RTP ha annunciato che non parteciperà a questa edizione.[61]
- Rep. Ceca: il 17 luglio 2014 ČT ha confermato che non avrebbe debuttato in questa edizione.[44]
- Regno Unito: il 23 maggio 2014 ITV ha confermato che non avrebbe preso parte all'evento.[62]
- Romania: opo aver discusso su un possibile ritorno, il 28 luglio 2014 TVR ha confermato che non avrebbe preso parte all'evento.[63]
- Spagna: il 21 maggio 2014 RTVE ha confermato che non avrebbe preso parte all'evento citando mancanza d'interesse.[64]
- Svizzera: il 27 maggio 2014 RSI ha dichiarato che non avrebbe preso parte all'evento.[65]
- Ungheria: il 9 luglio 2014 MTVA ha dichiarato che non avrebbe debuttato in questa edizione.[66]